# Gabriela Agúndez
Gabriela Agúndez Garcia (ur. 4 sierpnia 2000 w La Paz) – meksykańska skoczkini do wody, brązowa medalistka igrzysk olimpijskich w Tokio w 2021, olimpijka z Paryża 2024, wicemistrzyni igrzysk panamerykańskich.

## Udział w zawodach międzynarodowych
| Impreza                        | Rok  | Miejsce      | Konkurencja                      | Wynik  | Wynik   |
| Impreza                        | Rok  | Miejsce      | Konkurencja                      | Punkty | Miejsce |
| ------------------------------ | ---- | ------------ | -------------------------------- | ------ | ------- |
| Igrzyska olimpijskie           | 2020 | Tokio        | wieża 10 m indywidualnie         | 358.50 | 4.      |
| Igrzyska olimpijskie           | 2020 | Tokio        | wieża 10 m synchronicznie kobiet | 299.70 | brąz    |
| Igrzyska olimpijskie           | 2024 | Paryż        | wieża 10 m indywidualnie         | 350.40 | 5.      |
| Igrzyska olimpijskie           | 2024 | Paryż        | wieża 10 m synchronicznie        | 297.66 | 5.      |
| Mistrzostwa świata             | 2017 | Budapeszt    | wieża 10 m indywidualnie         | 297.35 | 15.     |
| Mistrzostwa świata             | 2017 | Budapeszt    | wieża 10 m synchronicznie kobiet | 290.58 | 9.      |
| Mistrzostwa świata             | 2019 | Gwangju      | wieża 10 m indywidualnie         | 219.45 | 32.     |
| Mistrzostwa świata             | 2019 | Gwangju      | wieża 10 m synchronicznie kobiet | 274.68 | 9.      |
| Mistrzostwa świata             | 2023 | Fukuoka      | wieża 10 m indywidualnie         | 325.35 | 4.      |
| Mistrzostwa świata             | 2023 | Fukuoka      | wieża 10 m synchronicznie kobiet | 291.18 | 4.      |
| Mistrzostwa świata             | 2024 | Doha         | wieża 10 m indywidualnie         | 316.30 | 7.      |
| Mistrzostwa świata             | 2024 | Doha         | wieża 10 m synchronicznie kobiet | 296.34 | 4.      |
| Igrzyska panamerykańskie       | 2019 | Lima         | wieża 10 m indywidualnie         | 327.00 | 6.      |
| Igrzyska panamerykańskie       | 2019 | Lima         | wieża 10 m synchronicznie kobiet | 307.38 | srebro  |
| Igrzyska olimpijskie młodzieży | 2018 | Buenos Aires | trampolina 3 m indywidualnie     | 427.70 | 5.      |
| Igrzyska olimpijskie młodzieży | 2018 | Buenos Aires | wieża 10 m indywidualnie         | 405.55 | brąz    |
| Igrzyska olimpijskie młodzieży | 2018 | Buenos Aires | konkurs drużynowy                | 309.00 | 10.     |